# Горычкино
Горычкино — деревня в Кимрском районе Тверской области. Входит в состав Центрального сельского поселения.

## География
Находится в юго-восточной части Тверской области на расстоянии приблизительно 10 км на запад по прямой от районного центра города Кимры в левобережной части района.

## История
Известна была с 1628 года как пустошь, Как деревня известна с 1780-х годов, когда в ней было 6 дворов и принадлежала она 3 помещикам. В 1859 году здесь (деревня Корчевского уезда Тверской губернии) было учтено 22 двора, в 1887 — 47. Ныне имеет дачный характер.

## Население
Численность населения: 43 человека (1780-е годы), 160 (1859), 231 (1887), 1 (русские 100 %) в 2002 году, 0 в 2010.